# Балка Косатая
Балка Косатая — упразднённый хутор в Красноармейском районе Краснодарского края России. На момент упразднения входил в состав Ивановского сельского округа. В 1997 хутор исключен из учётных данных.

## География
Располагался на балке Косатая, примерно в 3,3 км (по прямой) к северо-западу от окраины станицы Андреевской.

## История
Впервые упоминается в списках населённых мест Кубанского округа за 1926 год. В 1926 году хутор Брумкина (он же Косатая Балка) состоял из 17 хозяйств. В административном отношении входил в состав Ивановского сельсовета Славянского района Кубанского округа Северо-Кавказского края.
Постановлением заксобрания Краснодарского края от 4 июля 1997 года года № 683-П хутор исключен из учётных данных.

## Население
По переписи 1926 г. на хуторе проживало 106 человек (55 мужчин и 51 женщина), основное население — украинцы.